# Хотня (Брянская область)
Хотня — деревня в Дятьковском районе Брянской области, в составе Бытошского городского поселения. Расположена в 4 км к северо-востоку от деревни Будочки, в 1 км от границы с Калужской областью. Население — 1 человек (2010).
Упоминается с XVIII века; в XIX веке входила в приход села Бытоши, в 1893 была открыта земская школа. С 1861 по 1924 в Бытошевской волости Брянского (с 1921 — Бежицкого) уезда; позднее в Дятьковской волости, Дятьковском районе (с 1929). До 1930-х гг. — центр Хотнянского сельсовета, затем до 2005 в Будочковском сельсовете.